# ライヴ・アット・ザ・フィルモア・イースト
『ライヴ・アット・ザ・フィルモア・イースト』（Live at the Fillmore East）は、1999年2月にリリースされたジミ・ヘンドリックスの没後に制作されたライブ・アルバムである。
このアルバムは、1969年12月31日および1970年1月1日のフィルモア・イーストにおけるバンド・オブ・ジプシーズとしての公演を記録している。2日間にわたる同公演からは既に『バンド・オブ・ジプシーズ』が発売されているが、本作は、エディ・クレイマーらによって「残されたテープの中で最高の演奏のコレクション」として制作された。本作は、両日のライブを完全に網羅した内容のものではない。
2016年、フィルモア・イーストにおける初日の第1公演を完全収録した『マシン・ガン：ザ・フィルモア・イースト・ファースト・ショー』が発売された。

## 収録曲
| 全作詞・作曲: 特記なき限りジミ・ヘンドリックス。 |                                              |                                   |                                   |       |
| #                                                | タイトル                                     | 作詞                              | 作曲・編曲                        | 時間  |
| 1.                                               | 「Stone Free」                               | 特記なき限り ジミ・ヘンドリックス | 特記なき限り ジミ・ヘンドリックス | 12:56 |
| 2.                                               | 「Power of Soul」                            | 特記なき限り ジミ・ヘンドリックス | 特記なき限り ジミ・ヘンドリックス | 6:18  |
| 3.                                               | 「Hear My Train A Comin'」                   | 特記なき限り ジミ・ヘンドリックス | 特記なき限り ジミ・ヘンドリックス | 9:00  |
| 4.                                               | 「Izabella」                                 | 特記なき限り ジミ・ヘンドリックス | 特記なき限り ジミ・ヘンドリックス | 3:40  |
| 5.                                               | 「Machine Gun」                              | 特記なき限り ジミ・ヘンドリックス | 特記なき限り ジミ・ヘンドリックス | 11:34 |
| 6.                                               | 「Voodoo Child (Slight Return)」             | 特記なき限り ジミ・ヘンドリックス | 特記なき限り ジミ・ヘンドリックス | 6:01  |
| 7.                                               | 「We Gotta Live Together」(バディ・マイルス) | 特記なき限り ジミ・ヘンドリックス | 特記なき限り ジミ・ヘンドリックス | 9:55  |

| #  | タイトル                                                   | 作詞 | 作曲・編曲 | 時間  |
| -- | ---------------------------------------------------------- | ---- | ---------- | ----- |
| 1. | 「Auld Lang Syne」(伝統音楽。ヘンドリックスによって編曲。) |      |            | 3:54  |
| 2. | 「Who Knows」                                              |      |            | 3:55  |
| 3. | 「Changes」(バディ・マイルス)                              |      |            | 5:37  |
| 4. | 「Machine Gun」                                            |      |            | 13:35 |
| 5. | 「Stepping Stone」                                         |      |            | 5:19  |
| 6. | 「Stop」(ジェリー・ラゴヴォイ、モルト・シューマン)         |      |            | 5:43  |
| 7. | 「Earth Blues」                                            |      |            | 5:58  |
| 8. | 「Burning Desire」                                         |      |            | 8:23  |
| 9. | 「Wild Thing」(Chip Taylor)                                |      |            | 3:07  |

## 参加ミュージシャン
- ジミ・ヘンドリックス – ギター、 ヴォーカル
- バディ・マイルス – ドラム、 ヴォーカル（ヴォーカルは、D1-7、D2-3およびD2-6）
- ビリー・コックス – ベースギター